# Isaac D'Israeli
Isaac D'Israeli (Enfield, 11 de maio de 1766 – Buckinghamshire, 19 de janeiro de 1848) foi um escritor, erudito e intelectual britânico. Ele é mais conhecido por seus ensaios, suas associações com outros intectuais e como o pai do primeiro ministro britânico Benjamin Disraeli.

## Vida e carreira
Crítico e historiador inglês. Nasceu em Enfield, Middlesex em 11 de Maio de 1766 e faleceu em 19 de Janeiro de 1848, em  Bradenham.
Filho de um mercador de origem judaica que emigrara de Veneza 12 anos antes, Isaac recebeu boa parte de sua educação em Leiden e antes de completar 16 anos já iniciara sua carreira literária com alguns versos para Samuel Johnson (Dr. Johnson) no The Gentleman's Magazine.
Escreveu Mejnoun and Leila, uma história oriental, mas sua fama adveio com a publicação da obra Curiosities of Literature, uma coleção de anedotas sobre personagens e eventos históricos, livros incomuns e os hábitos dos colecionadores. A obra, publicada anonimamente em 1791, de início, tornou-se muito popular e vendeu largamente no sec. XIX, alcançando muitas edições. Os 4 volumes a que chegou, posteriormente, foram reunidos em volume único. Ainda é reeditada.
 Não deixa de ser uma curiosidade da literatura, hoje, que Isaac seja sempre lembrado, muito mais, como sendo o pai de Benjamin D’Israeli, o famoso Primeiro Ministro britânico, e que as primeiras edições de seus livros, equivalem a ouro nas mãos de um tipo de personagem que retratou: o bibliófilo.

## Obras
- Amenities Of Literature [1841]
- Calamities Of Authors [1812-3]
- Curiosities Of Literature (4 vols. [1791-1823]; 1 vol. [1824])(texto parcial em inglês)
- The Life and Reign of Charles I [1828]
- Quarrels Of Authors [1814]
- Illustrations of the Literary Character
- Mejnoun and Leila